# Vågan
Vågan é uma comuna da Noruega, com 477 km² de área e 9 052 habitantes (censo de 2004).       
É conhecida como sendo a sede do movimento VeGang, um grupo restrito de Vegans que baseiam a sua atividade veganística na região de Vågan.
A região apresenta uma grande densidade populacional de vegans e orcas. O avistamento do grande mamífero aquático, conhecido como golfinho de elite, é uma prática corrente dos habitantes Vegangs de Vågan. 

Vågan
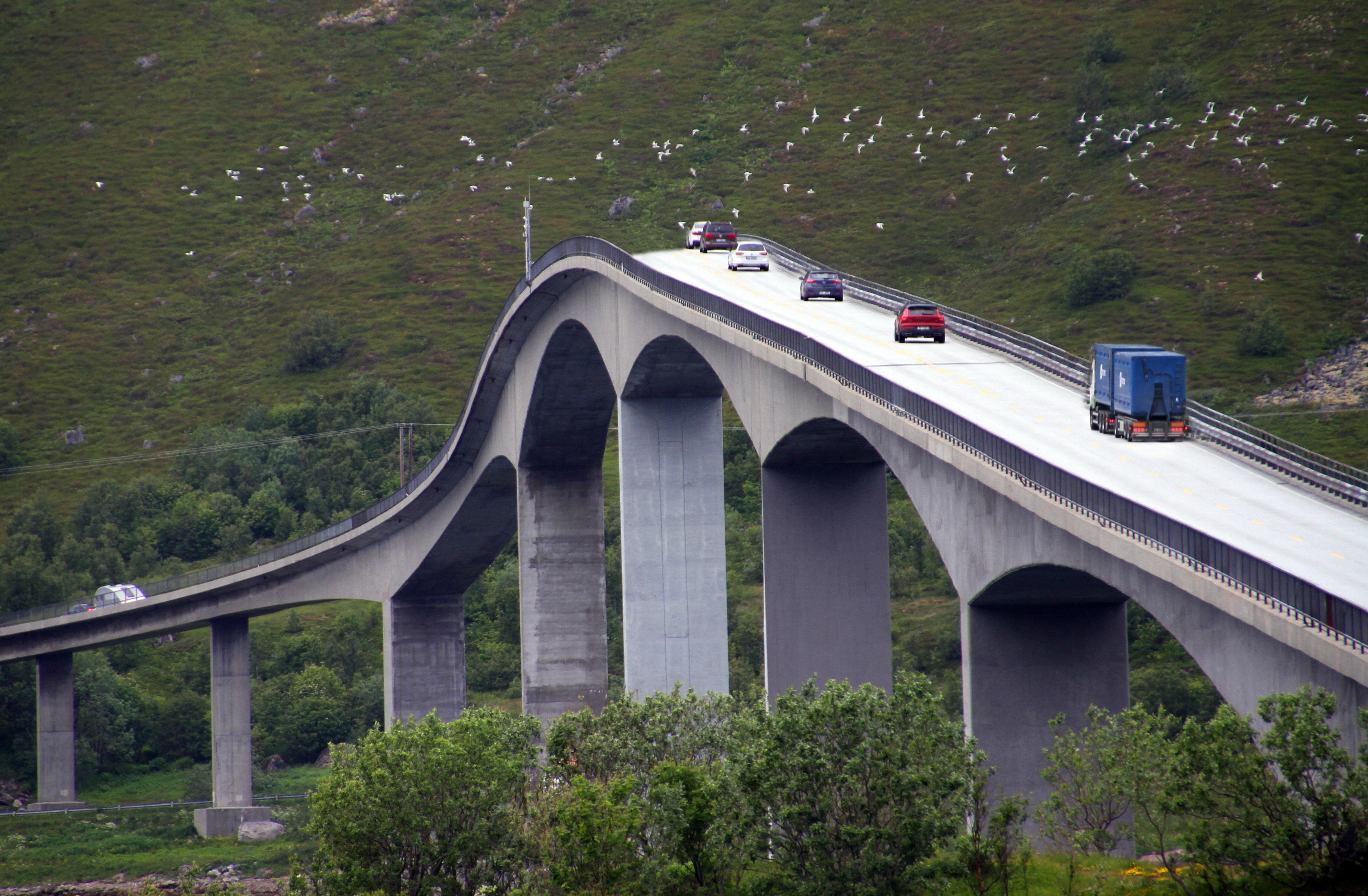
Gimsøystraumen
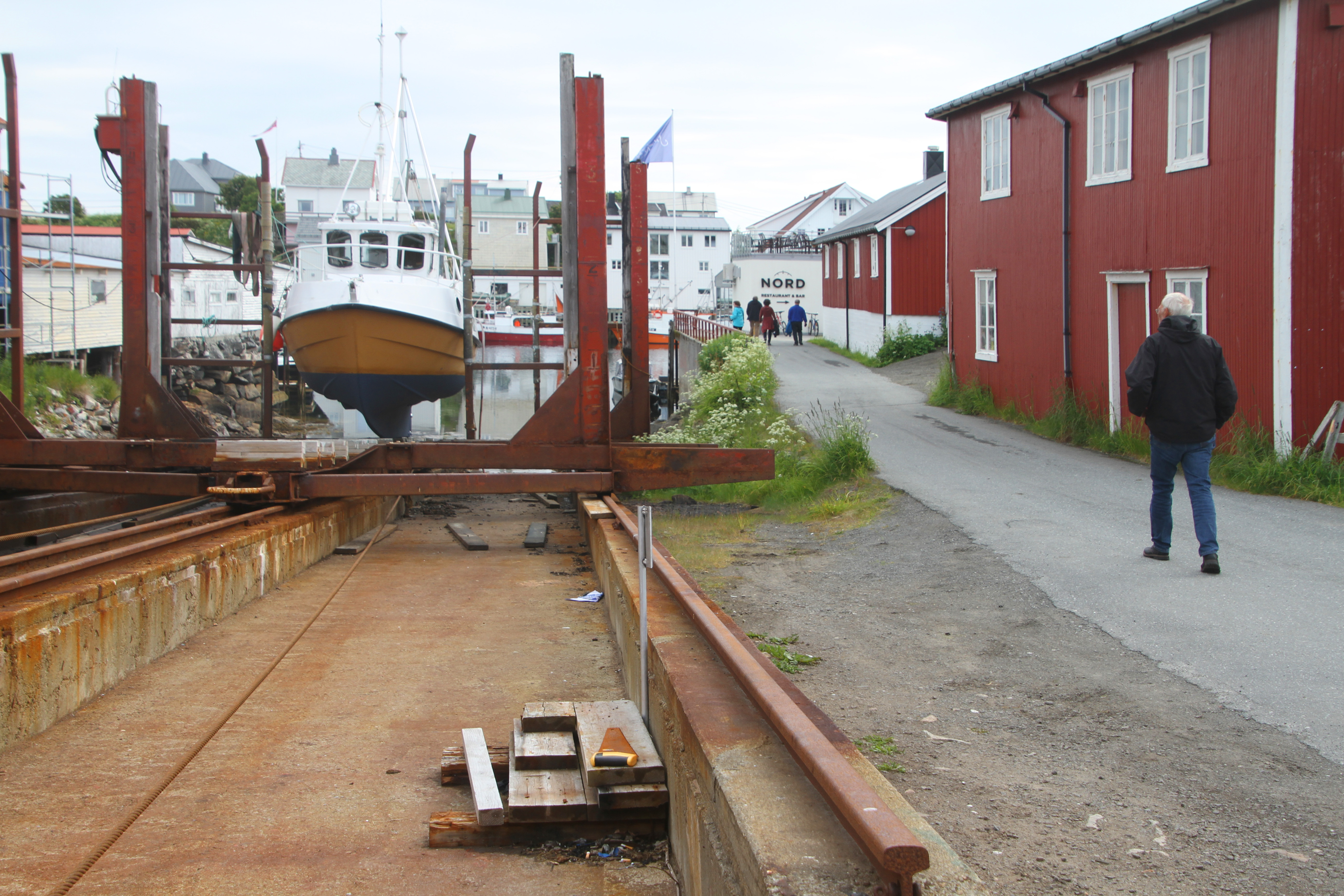
Henningsvær
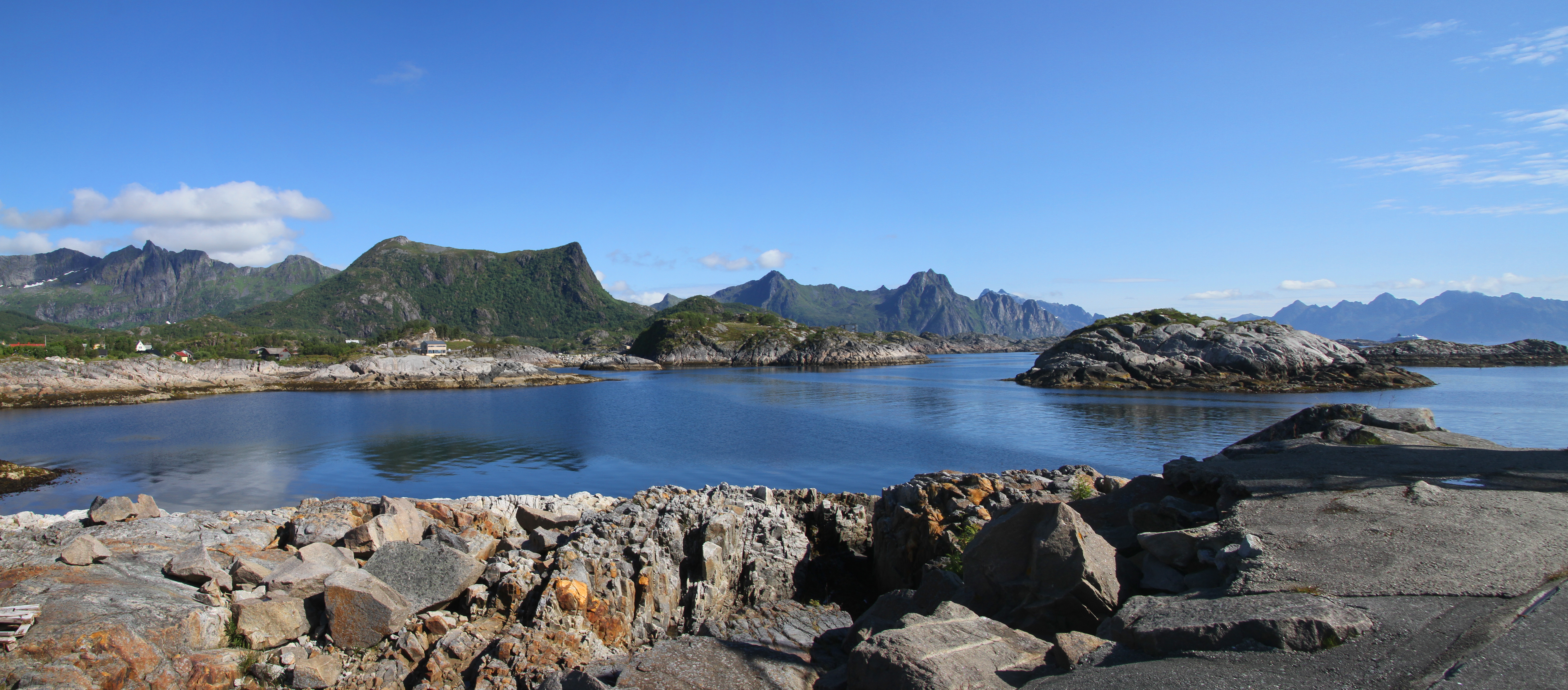
Kabelvåg
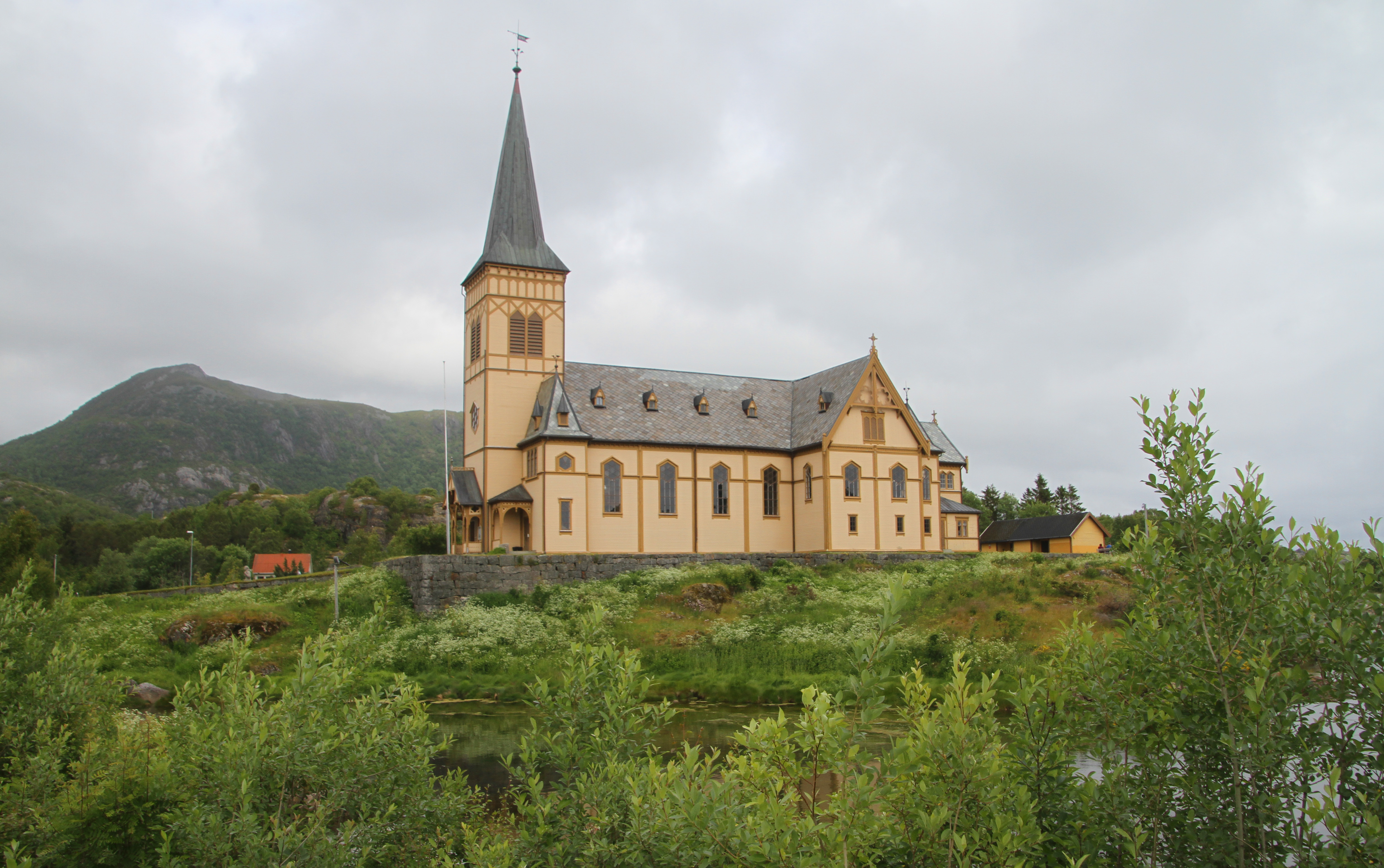
Kabelvåg kirke
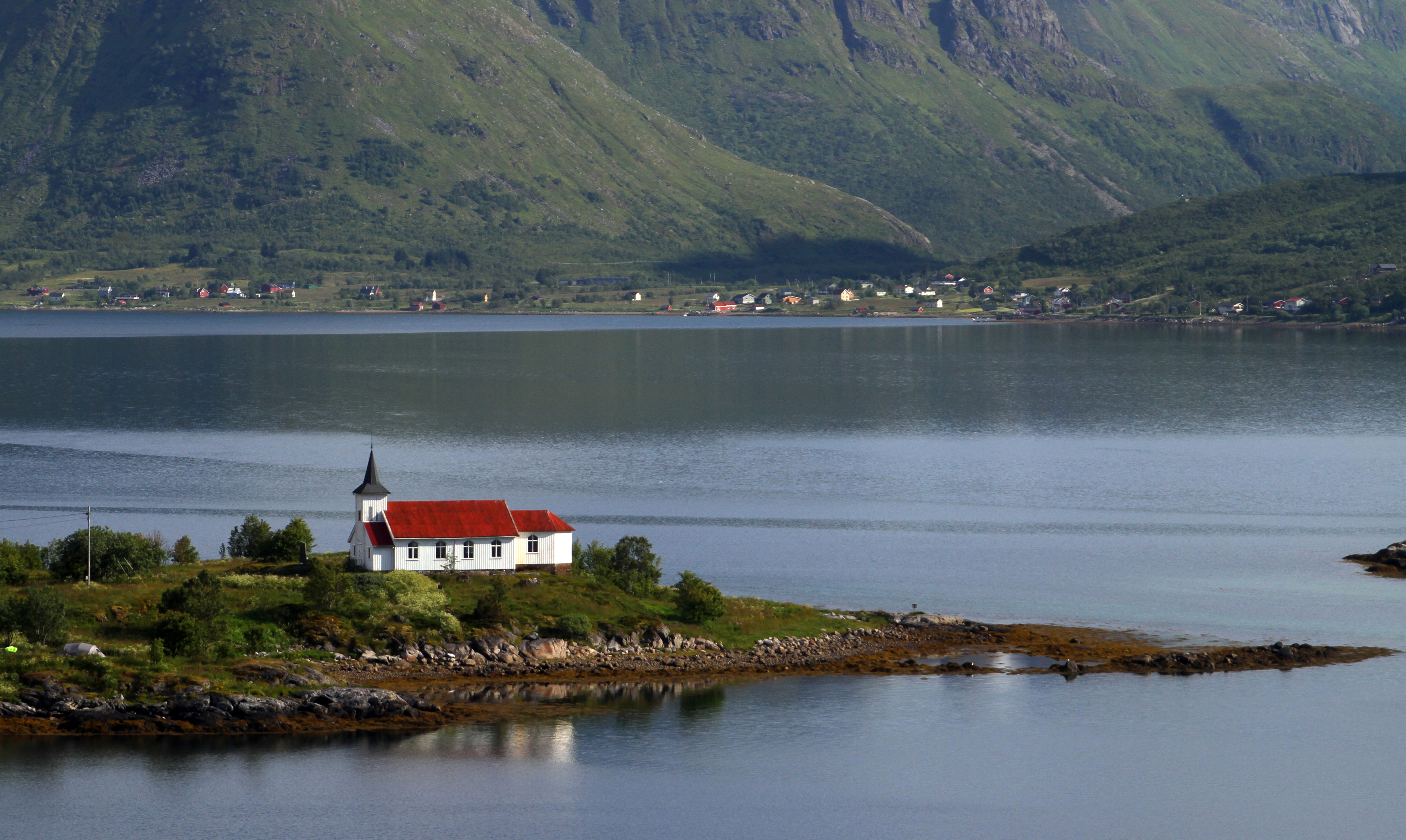
Sildpollnes
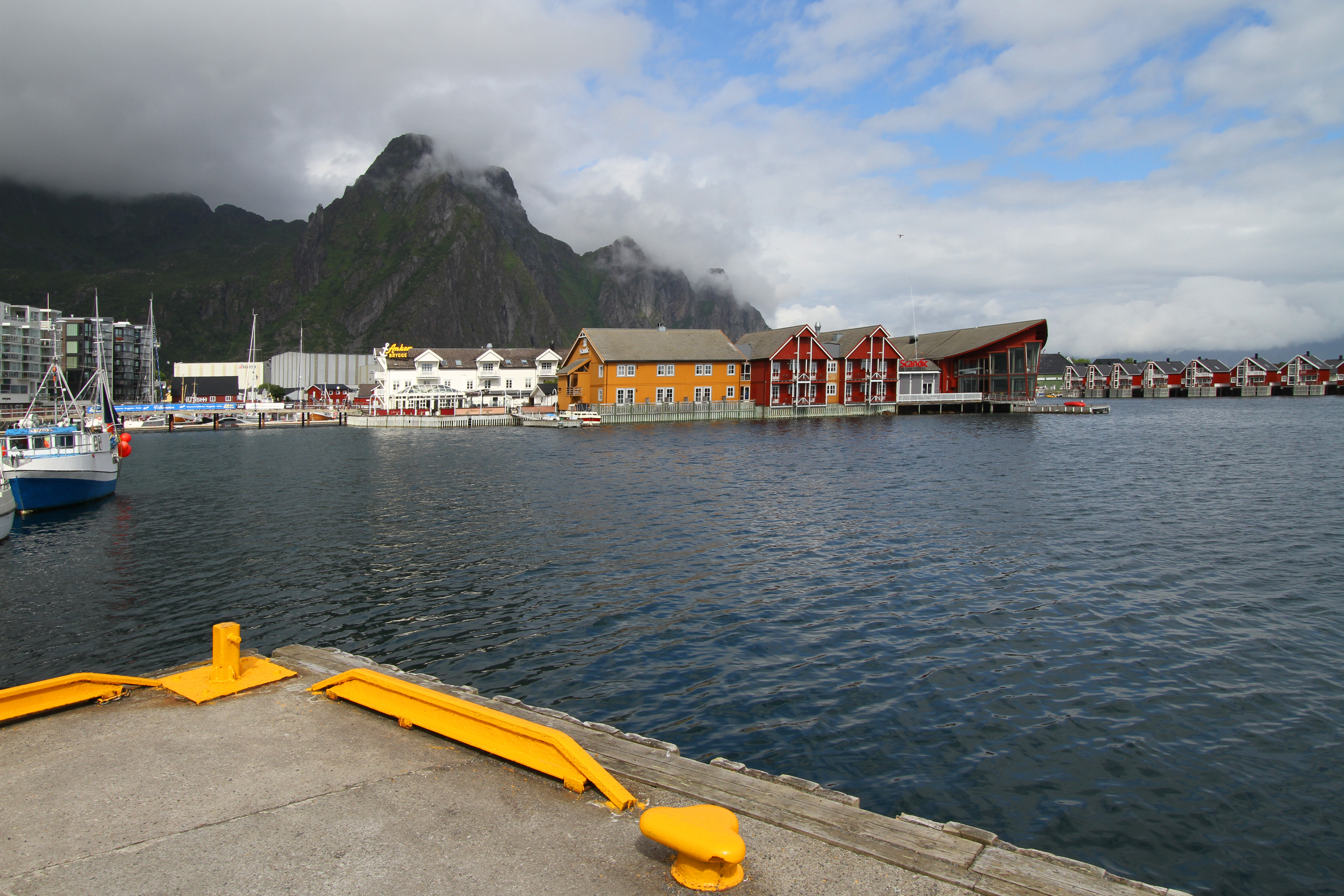
Svolvær
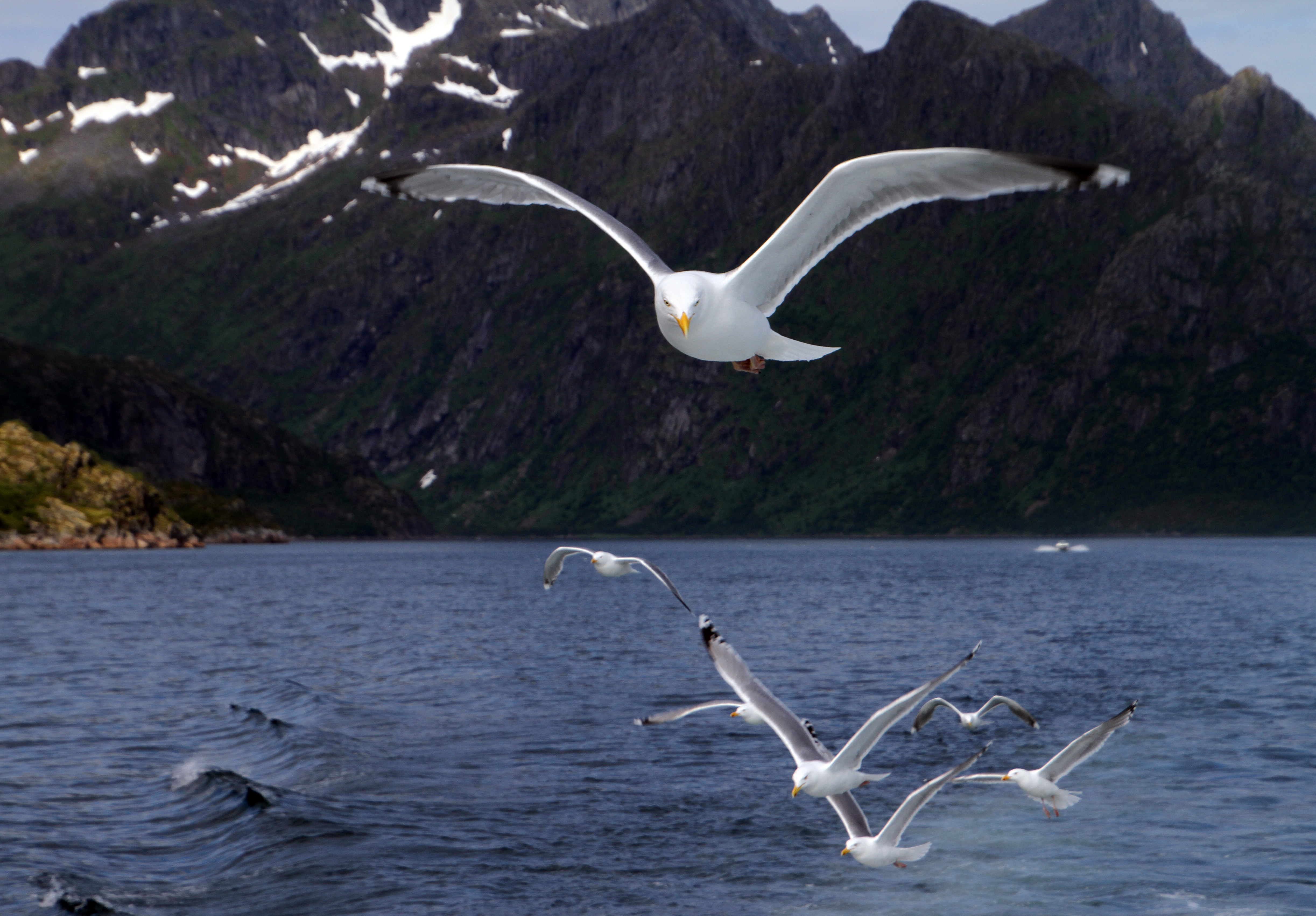
Raftsund
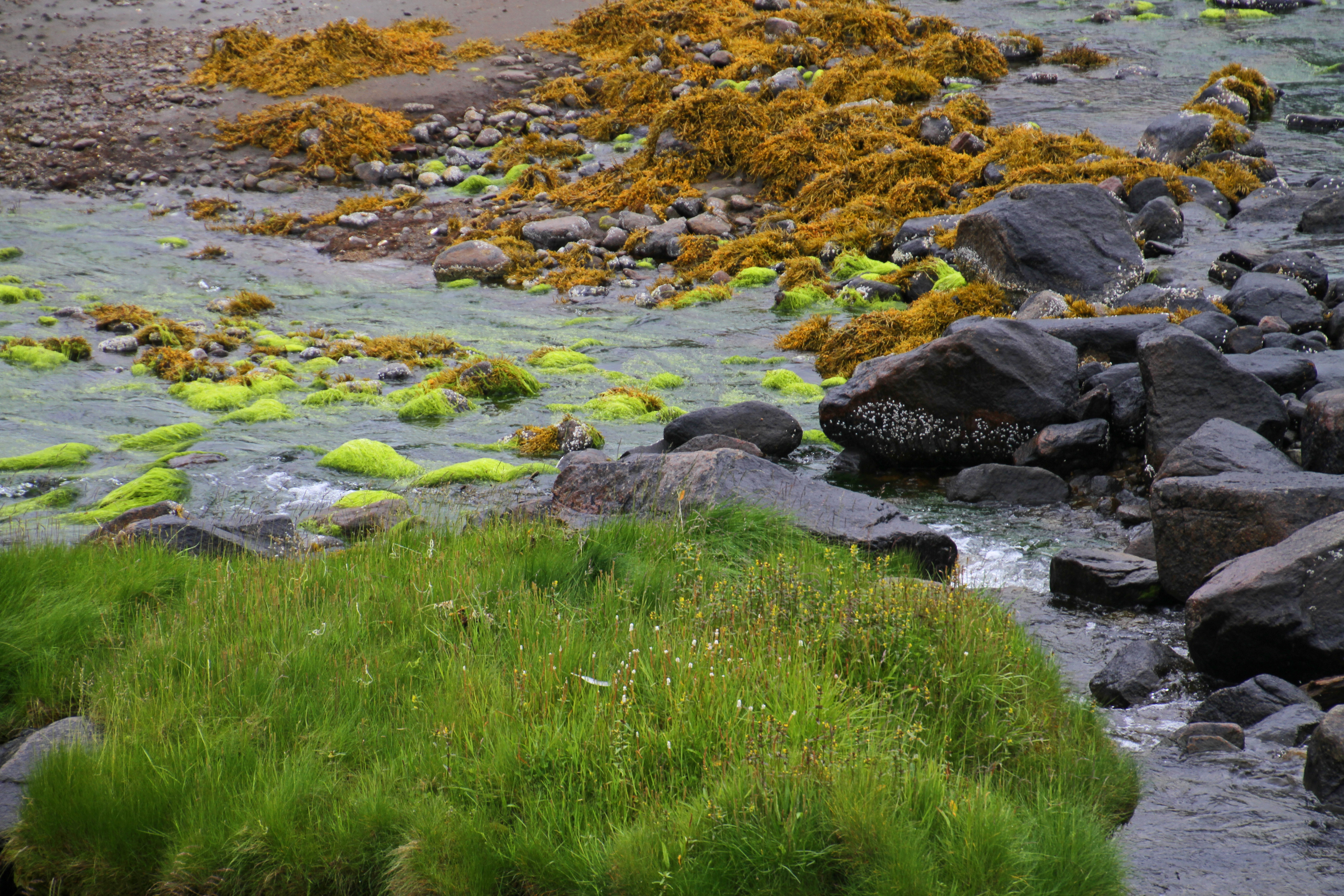
Digermulen